# Tomaspis
Tomaspis är ett släkte av insekter. Tomaspis ingår i familjen spottstritar.

## Dottertaxa tillTomaspis, i alfabetisk ordning[1]
- Tomaspis aequinoctialis
- Tomaspis aguirrei
- Tomaspis apicalis
- Tomaspis apicifasciata
- Tomaspis basifura
- Tomaspis bicolor
- Tomaspis biolleyi
- Tomaspis bipars
- Tomaspis bobischi
- Tomaspis boliviana
- Tomaspis brevis
- Tomaspis centurio
- Tomaspis cingula
- Tomaspis circulata
- Tomaspis clarivenosa
- Tomaspis claviformis
- Tomaspis colon
- Tomaspis combusta
- Tomaspis comitata
- Tomaspis correntina
- Tomaspis costalimar
- Tomaspis costaricensis
- Tomaspis crocea
- Tomaspis cruralis
- Tomaspis cruxminor
- Tomaspis curvata
- Tomaspis discoidea
- Tomaspis discontinua
- Tomaspis dissimilis
- Tomaspis distincta
- Tomaspis emeritus
- Tomaspis entreriana
- Tomaspis erigenea
- Tomaspis fasciatipennis
- Tomaspis fimbriolata
- Tomaspis flavopicta
- Tomaspis flexuosa
- Tomaspis fryi
- Tomaspis funebris
- Tomaspis furcata
- Tomaspis galbana
- Tomaspis gloriosa
- Tomaspis handlirschi
- Tomaspis ignobilis
- Tomaspis inca
- Tomaspis includens
- Tomaspis inclusa
- Tomaspis insignita
- Tomaspis intermedia
- Tomaspis jamaicensis
- Tomaspis kuhlgatzi
- Tomaspis lanio
- Tomaspis laterinotata
- Tomaspis lepida
- Tomaspis limbata
- Tomaspis livida
- Tomaspis melanoptera
- Tomaspis miles
- Tomaspis morosa
- Tomaspis mylabroides
- Tomaspis nigricans
- Tomaspis nigritarsis
- Tomaspis nigrofasciata
- Tomaspis nolckeni
- Tomaspis notata
- Tomaspis nuchalis
- Tomaspis ochraceorosea
- Tomaspis parambae
- Tomaspis pellucens
- Tomaspis perezii
- Tomaspis perfecta
- Tomaspis petrificata
- Tomaspis phantastica
- Tomaspis picata
- Tomaspis platensis
- Tomaspis posticata
- Tomaspis praenitidia
- Tomaspis proserpina
- Tomaspis pulchralis
- Tomaspis quadrifera
- Tomaspis quota
- Tomaspis radiata
- Tomaspis raripila
- Tomaspis rhodopepla
- Tomaspis rubripennis
- Tomaspis ruficollis
- Tomaspis rufopicea
- Tomaspis semiflava
- Tomaspis semilutea
- Tomaspis semimaculata
- Tomaspis semirufa
- Tomaspis sepulchralis
- Tomaspis simplex
- Tomaspis solita
- Tomaspis spectabilis
- Tomaspis stygia
- Tomaspis tibialis
- Tomaspis trifasciata
- Tomaspis trifissa
- Tomaspis tripars
- Tomaspis walkeri
- Tomaspis venosa
- Tomaspis veteranus
- Tomaspis vinula
- Tomaspis vittata
- Tomaspis xanthocephala